# 만담강호
"만담강호"는 2017년에 개봉한 대한민국의 영화이다.

## 성우진
- 정지혁 : 두목 / 영환도사 역
- 김창후 : 화화 / 노빈후 / 손님 / 친구 / 꼬마 역
- 박주광 : 소소 / 점소이 / 손님 / 부하 / 금의위 / 선비 / 학생 역
- 노별이 : 미녀 역
- 김정훈 : 주방장 / 산적 / 궁애 / 손님 / 금의위 역
- 안효민 : 산적 / 신민철 / 음공고수 / 왕 / 손님 / 부하 / 학생 역
- 정영수 : 산적 / 1번동인 / 손님 / 친구 / 꼬마 / 선비 역
- 이초홍 : 여자친구 / 까불이 / 아가씨 / 강남성괴 / 학생 역